# Mupirocina
La mupirocina (acido pseudomonico A) è un farmaco relativamente recente nato per contrastare le infezioni da Gram positivi e, più in particolare, le infezioni cutanee da Stafilococco.
È un derivato dell'acido pseudomonico (estratto da Pseudomonas flavescens) con spettro attivo contro Gram positivi ed in particolare:
- Stafilococchi (sia Meticillino Resistenti che Meticillino Sensibili)
- Streptococchi (eccetto quelli del gruppo D o enterococchi)

e alcuni Gram negativi ed in particolare:
- Neisserie

Ha anche un'azione antimicotica nei confronti di Candida.

## Meccanismo d'azione
Inibisce la sintesi proteica tramite il blocco dell'enzima isoleucil-tRNA-Sintetasi.

## Resistenza
Legata all'insorgenza di una mutazione nel gene che codifica per l'enzima Isoleucil-tRNA-Sintetasi.

## Usi clinici
Utilizzato solo come topico. Ottimo per lesioni cutanee da stafilococchi oppure come unguento nella terapia dell'eradicazione nasale dello Staphylococcus aureus in soggetti portatori. Quella calcica al 2% è anche utilizzata come prevenzione delle infezioni da catetere correlato in pazienti che eseguono emodialisi da catetere.

## Effetti collaterali
In genere molto rari comprendono:
- irritazione o sensibilizzazione nel punto di applicazione
- problemi potrebbero derivare dall'eventuale assorbimento del Glicole polietilenico, presente come coadiuvante nelle preparazioni farmacologiche, che potrebbe verificarsi in caso di cute lesa (ad esempio nelle ustioni)
- altri problemi potrebbero presentarsi per applicazioni molto estese in pazienti con insufficienza renale.